# AC Aceca
Der AC Aceca ist ein Sportwagen des britischen Automobilherstellers AC Cars. Das Kombicoupé wurde von 1954 bis 1963 gebaut. Ursprünglich wurde der Wagen mit einem Motor von AC ausgestattet, aber ab 1956 gab es zusätzlich den Aceca-Bristol des Herstellers Bristol Cars mit gleicher Karosserie, aber mit einem Bristol-Motor. Von 1961 bis 1963 wurden einige wenige Exemplare mit einem getunten 2553-cm³-Motor aus dem Ford Zephyr ausgestattet und als Aceca 2.6 verkauft.
Der Aceca war ein handgefertigter GT alter britischer Tradition auf Basis des 2-sitzigen Roadsters AC Ace. Sein Aufbau bestand aus Stahlrohren und Eschenholz. Bemerkenswert war die Heckklappe, die den Aceca zum zweiten britischen Kombicoupé nach dem Aston Martin DB2/4 von 1953 machte.
151 AC Aceca, 169 Aceca-Bristol und acht Wagen mit Ford-Motor entstanden bis zur Produktionseinstellung 1963.
Der wichtigste Unterschied zwischen dem AC Aceca und dem Aceca-Bristol war der Motor. Beide Wagen hatten Reihensechszylindermotoren, aber der AC Aceca besaß die 1991-cm³-Maschine mit obenliegender Nockenwelle und 90 bhp (66 kW) Leistung aus dem AC Ace, während in den Aceca-Bristol meistens die 1971-cm³-D-Type-Maschine mit 126 bhp (93 kW) von Bristol eingebaut wurde. Ein Teil der Aceca-Bristol-Wagen wurde auch mit der schwächeren B-Type-Maschine mit 106 bhp (78 kW) ausgestattet. In den USA war der Bristol-Aceca um 1000 US$ teurer als der AC Aceca, der 5400 US$ kostete. Im Vereinigten Königreich kostete der AC Aceca £ 1722.
Das Design der Front des AC Ace und des AC Aceca soll auf Zeichnungen von Pininfarina aus den späten 1940er-Jahren zurückgehen. Die Wagen sind wegen ihres Rohrrahmens, ihresm Aluminium-Motorblocks und ihrer Aluminiumbeplankung relativ leicht. Die 16″-Speichenräder und die gleichmäßige 50:50-Gewichtsverteilung zwischen Vorder- und Hinterachse verleihen dem Wagen ein außergewöhnlich gutes Handling, auch auf schlechten Straßen. Die späteren Aceca (ab 1957) waren mit Scheibenbremsen vorne ausgestattet, aber alle diese Wagen haben Querblattfedern an der Vorderachse, Halbachsen hinten, Schneckenlenkung, auf Wunsch einen Overdrive für den 2., 3. und 4. Gang, eine gebogene Windschutzscheibe und lederbezogene Schalensitze. Vorder- und Hinterräder sind einzeln aufgehängt.

## Aceca-Bristol

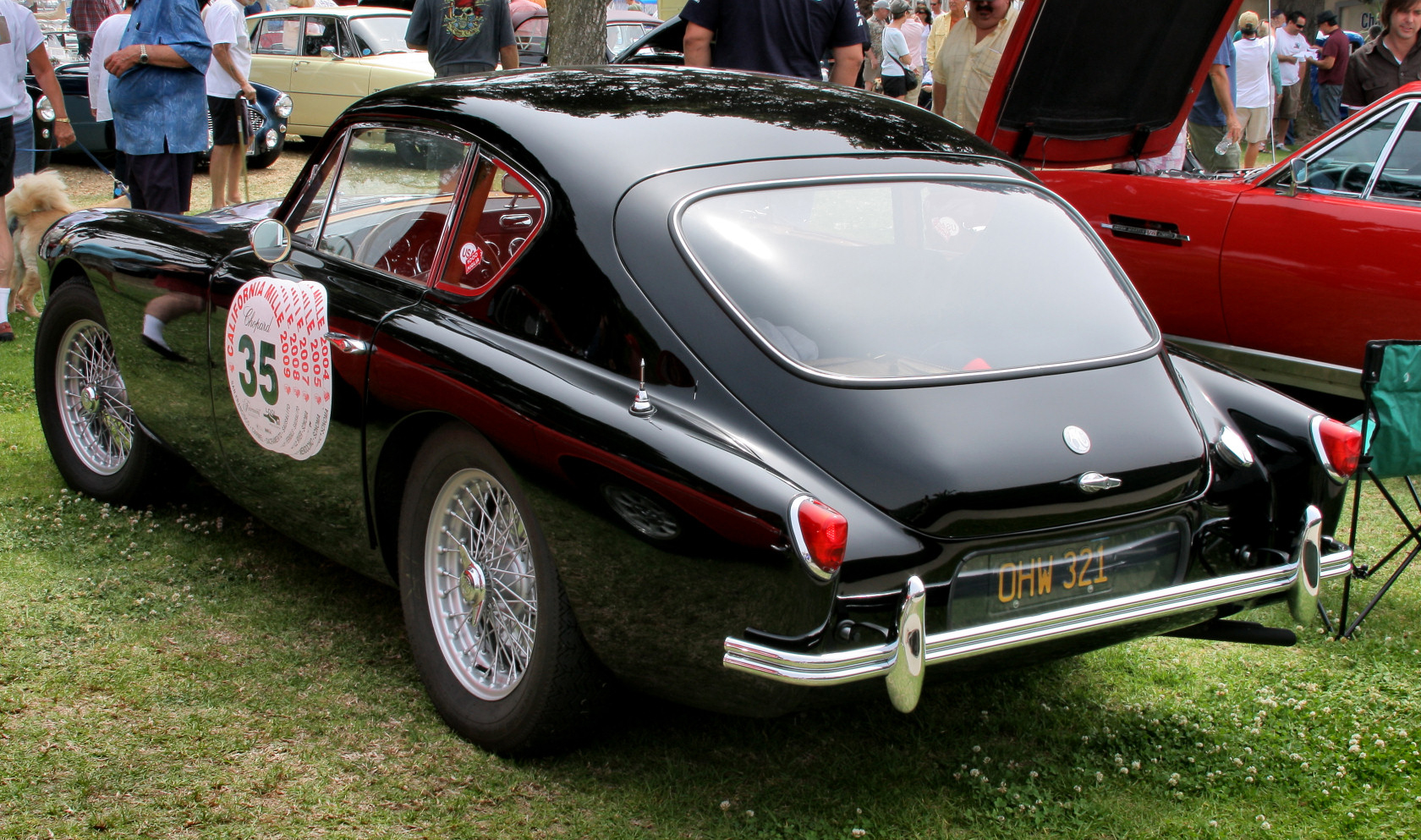
Aceca-Bristol (1957)

Der Reihensechszylindermotor des Aceca-Bristol basiert auf einer Konstruktion von BMW und hat einen gusseisernen Motorblock sowie einen Zylinderkopf aus Aluminium. Die einzelne untenliegende Nockenwelle bedient über vertikale Stoßstangen die Kipphebel der Einlassventile und über Kipphebel, waagerechte Stoßstangen in Rohren im Zylinderkopf und weitere Kipphebel die Auslassventile. Die beiden Zylinderkopfdeckel lassen den Motor ähnlich wie einen Motor mit obenliegender Nockenwelle aussehen. Zwischen ihnen sitzen direkt auf dem Zylinderkopf die drei miteinander verbundenen Solex-Fallstromvergaser.

## Fahreigenschaften
Die Fahrwerke sind ziemlich hart ausgelegt, und die Kurvenstabilität ist sehr gut, wobei die Fahrzeuge zum Übersteuern neigen. Der geringe Radstand ist bemerkenswert. Die 90-bhp-(66-kW)-Maschine funktioniert am besten bei hohen Drehzahlen, wenn auch die Beschleunigungswerte nicht besonders gut sind. Weitere Unzulänglichkeiten sind unzureichende Rückspiegel, wenn auch das Heckfenster eine gute Sicht nach hinten erlaubt, sowie eine Heizung, die nicht für kalte Winter geeignet ist. Außerdem ist spätestens ab einer Geschwindigkeit von 120 km/h aufgrund der Lautstärke eine Unterhaltung mit dem Beifahrer schwierig. Die Gangschaltung ist eher schwergängig, und der 1. Gang ist nicht synchronisiert.